# San Mamés (Valladolid)
El caserío de San Mamés es un despoblado situado en la carretera que va desde Langayo a Cogeces del Monte, en la provincia de Valladolid (España).
Habitado desde la Edad Media hasta la década de 1950, desde su fundación se llamó San Mamés pues fue un santo muy venerado en la Edad Media pero pasados los siglos se buscó una advocación más de acuerdo con los tiempos y las labores agrícolas y el santo elegido fue San Miguel, cuya festividad se celebra a últimos de septiembre. Quedó el nombre consolidado como «granja de san Miguel en el despoblado de san Mamés». 
Al costado oeste hubo un cementerio que se utilizó hasta mediados del siglo XX que fue el momento en que se despobló. La iglesia se había construido en el siglo XVIII, en piedra de mampostería y se situó en el punto más alto del poblado. Era una pequeña capilla de planta rectangular. Comprendía una reducida explanada por su lado sur que servía para reunión de los fieles que acudían a la ceremonia religiosa. La iglesia tenía un coro alto a los pies y estaba iluminada por una ventana rectangular. La cubierta tenía una armadura de par e hilera a cuatro aguas (totalmente desaparecida). Sobre la cabecera se alzaba una espadaña que todavía existe pues en algún momento se trasladó a la ermita de Langayo. Todavía se conserva "in situ" la portada de entrada por el lado de la epístola. Es un arco de medio punto con bocel sobre impostas resaltadas. Por lo demás el despoblado no presenta más que unas escasas ruinas único testigo de aquella granja y poblado. Engrosa la lista de despoblados de la provincia de Valladolid.

Despoblado de San Mamés
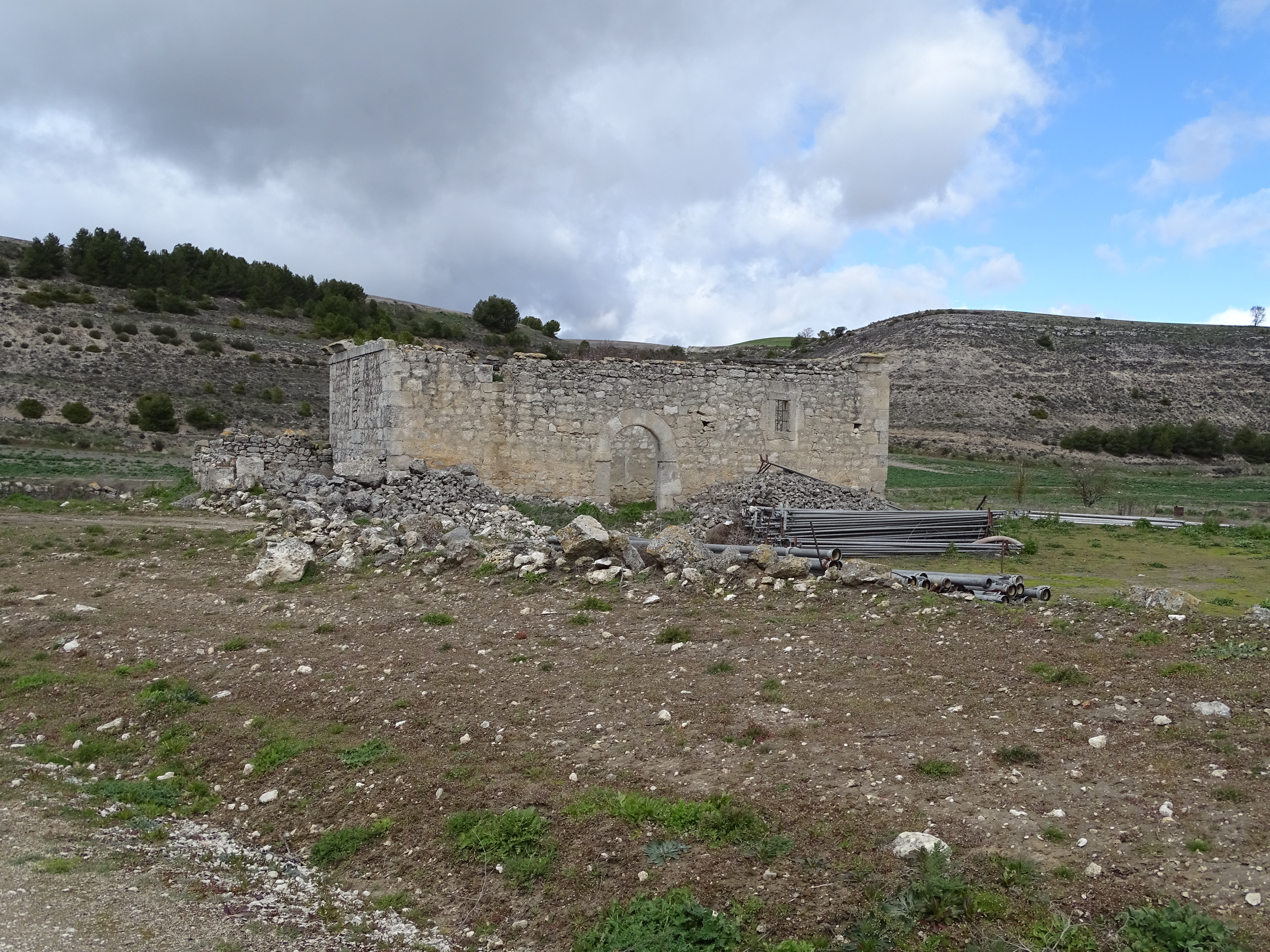
Restos de la iglesia
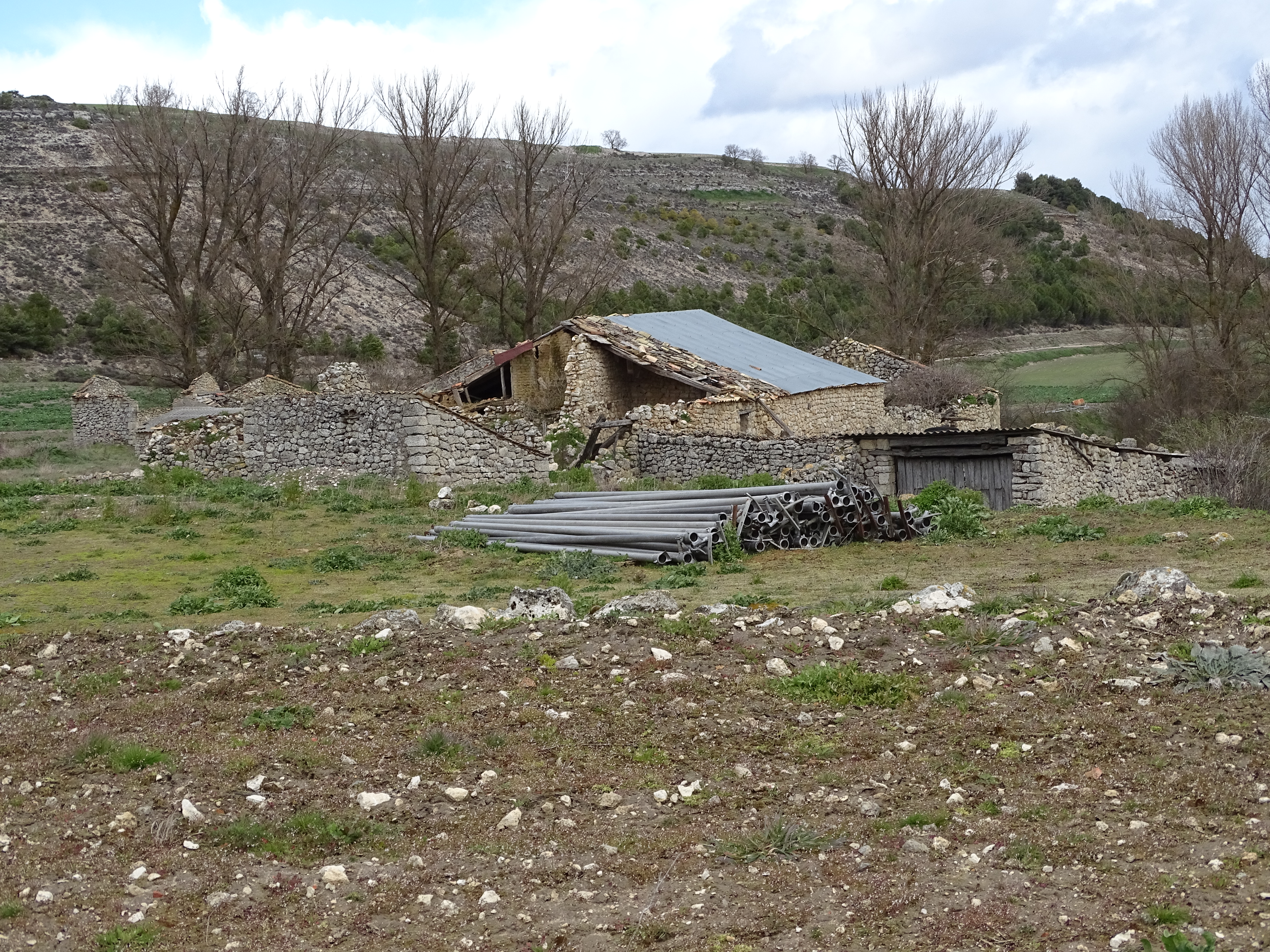
Ruinas del poblado